# Du côté de chez Marcel
Pour plus de détails, voir Fiche technique et Distribution.
Du côté de chez Marcel est un téléfilm français réalisé en 2004 par Dominique Ladoge.

## Fiche technique
- Titre  original : Du côté de chez Marcel
- Réalisateur : Dominique Ladoge
- Scénariste  : Paul Vacca
- Producteur : Florence Dormoy, Joëy Faré
- Musique du film :  Nicolas Jorelle
- Directeur de la photographie : Flore Thulliez
- Son : Daniel Banaszak
- Montage :  Laurence Hennion
- Création des décors :  Muriel Wahnoun
- Création des costumes : Marie-José Escolar
- Société de production :  France 3
- Pays d'origine  : France
- Genre :  Comédie dramatique
- Durée : 90 minutes
- Date de sortie : 30 avril 2004 sur France 3

## Distribution
- Maxime Dambrin (sous le nom de Maxime Raoust) : Marcel, le fils de 13 ans d'un couple de cafetiers qui découvre Proust.
- Isabel Otero : Paola, sa mère qui aime les fleurs, les promenades et Proust.
- Daniel Russo : Aldo, le père de Marcel, qui tient un café repère de footeux
- Pierre Arditi : lui-même, venu à la demande de Marcel et d'Aldo venu lire Proust à Paola malade.
- Luce Mouchel : Mademoiselle Godard
- Adrien Fantanaud : Mouche
- Canis Crevillen : Églantine, la fille d'une cantatrice et camarade de classe de Marcel, pour qui il a le béguin
- la voix de Richard Berry : le narrateur
- François Podetti : Mr Fournier
- Corinne Masiero : Patou
- Regnier Francky : Client du bar